# Увулярия крупноцветковая
Увуля́рия крупноцветко́вая (лат. Uvularia grandiflora) — вид цветковых растений рода Увулярия (Uvularia) семейства Безвременниковые (Colchicaceae).

## Ботаническое описание

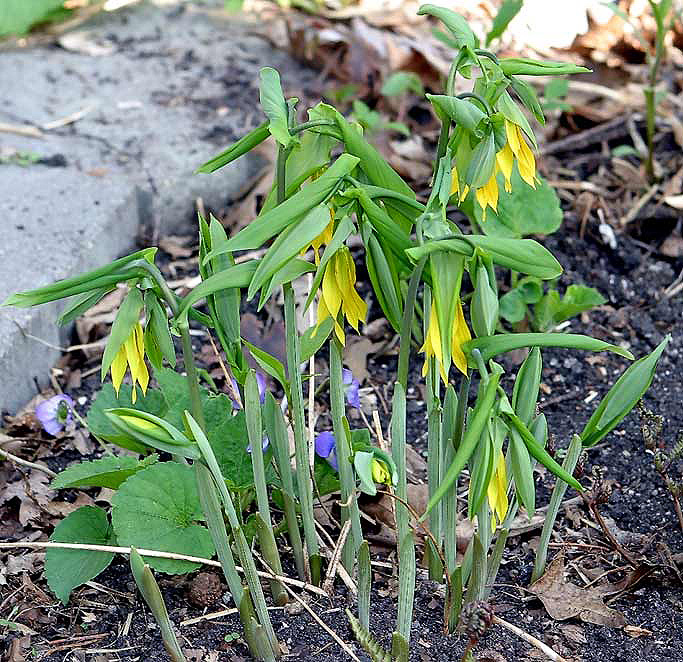
Цветущие растения

Многолетнее травянистое растение, обладают хорошей выносливостью. Высота растения — 75 см, диаметр — 30 см. Стебли светло-зелёные, округлые в поперечном сечении, неопушённые, сизые. Каждый лист окружает стебель, оказываясь таким образом словно пронзённым. Листья 8—10 см длиной, овально-ланцетные, мягкие на ощупь, зелёные.
Цветение в мае, сопровождается образованием крупных зеленовато-жёлтых цветков. Цветки одиночные или располагаются парами, висячие, 2—5 см длиной, трубчатые, колокольчиковидные. Околоцветник простой. Листочки околоцветника свободные, чуть изогнутые. Тычинки длиннее столбиков. Завязь трёхгнёздная.
Плод — коробочка, окружена элайосомой, привлекающей муравьёв, которые служат для распространения семян. 

### Отличия от других видов увулярии
Увулярия крупноцветковая отличается от увулярии сидячелистной (Uvularia sessilifolia) тем, что у последней листья растут из стебля и мельче цветки. Также этот вид отличен от увулярии пронзённолистной (Uvularia perfoliata), растущей в центре Северной Америки. Она также имеет схожие крупные пронзённые листья, но её листочки околоцветника, в отличие от крупноцветковой, имеют оранжевые выпуклости. 

## Распространение
Произрастает на востоке Северной Америки. Природный ареал вида простирается от гор Аппалачи до Северной и Южной Дакоты, к северу до Манитобы и Квебека, а к югу — до Луизианы и Джорджии.

## Экология
Цветки опыляются шмелями, пчёлами рода Osmia и семейств галиктиды и андрениды, которые собирают нектар из цветков. Кроме того, растения охотно поедаются оленями.

## Синонимика
- Uvularia grandiflora f. latifolia Louis-Marie
- Uvularia grandiflora f. rotundifolia Louis-Marie
- Uvularia grandiflora f. variegata Louis-Marie[2]